# Bågskytte vid olympiska sommarspelen 2004
Bågskytte vid olympiska sommarspelen 2004 genomfördes vid Panathinaikos Stadion (Kallimarmaro), som var den stadion där de antika bågskytte-tävlingarna ägde rum. 

## Uppläggning och format
Grekland, som värdnation, garanterades tre platser i bågskyttetävlingarna. Från världsmästerskapen 2003 kvalificerades de åtta bästa. Därtill fick de 19 bäst rankade i världen platser. 15 platser delades ut, så att deltagare från samtliga olympiska kontinenter skulle delta. De tre sista platserna tilldelades skyttar av Tripartite Commission.
Formet var detsamma som tidigare år. En rankingrunda inleds, följt av matcher där skyttarna möttes två och två, och slog ut varandra. 

## Medaljtabell
| Medaljfördelning |                |      |        |       |        |
| Placering        | Nation         | Guld | Silver | Brons | Totalt |
| 1                | Sydkorea       | 3    | 1      | 0     | 4      |
| 2                | Italien        | 1    | 0      | 0     | 1      |
| 3                | Taiwan         | 0    | 1      | 1     | 2      |
| 4                | Kina           | 0    | 1      | 0     | 1      |
| 6                | Storbritannien | 0    | 0      | 1     | 1      |
| 6                | Ukraina        | 0    | 0      | 1     | 1      |
| 6                | Australien     | 0    | 0      | 1     | 1      |

## Resultat

### Individuellt herrar
| Klass                            | Guld                                             | Silver | Brons |
| Individuellt, herrar Detaljer... | Marco Galiazzo (ITA)                             | Hiroshi Yamamoto (JPN)                                                                                                  | Tim Cuddihy (AUS)                                                                                            |
| Individuellt, damer Detaljer...  | Park Sung-Hyun (KOR)                             | Lee Sung-Jin (KOR) | Alison Williamson (GBR)                                                                                      |
| Lag, herrar Detaljer...          | Sydkorea Im Dong-Hyun Jang Yong-Ho Park Kyung-Mo | [[Bild:Flag of Chinese Taipei for Olympic games.svg\|border\|17px]] Taiwan Chen Szu-Yuan Liu Ming-Huang Wang Cheng-Pang | Ukraina Dmytro Hrachov Viktor Ruban Oleksandr Serdyuk                                                        |
| Lag, damer Detaljer...           | Sydkorea Lee Sung-Jin Park Sung-Hyun Yun Mi-Jin  | Kina He Ying Lin Sang Zhang Juanjuan                                                                                    | [[Bild:Flag of Chinese Taipei for Olympic games.svg\|border\|17px]] Taiwan Chen Li Ju Yuan Shu Chi Wu Hui Ju |